# Knockdown
"Knockdown" je drugi singl britanske kantautorice Aleshe Dixon s njenog debitantskog albuma Fired Up.

## O pjesmi
"Knockdown" je najneuspješniji singl od Dixon do sada. U Velikoj Britaniji je pjesma debitirala na 69. mjestu ljestvice singlova i dospjela tek na 45. mjesto. Zbog neuspjeha pjesme raskinut joj je ugovor s Polydor Recordsom, ali je dvije godine kasnije potpisala ugovor s Asylum Recordsom.

## Popis pjesama
CD singl / digitalni download
1. "Knockdown"
2. "Knockdown" (K-Gee Heat Remix)

## Top liste
| Top liste (2006.)      | Najviša pozicija |
| ---------------------- | ---------------- |
| Ujedinjeno Kraljevstvo | 45               |

## Videospot
U spotu Alesha u sobi proučava prozore. Zatim se soba prelomi te se ona nalazi u studiju za snimanje odjevena u crno-bijelu odjeću s kratkom, crnom kosom i šeširom te je okružena plesačima. Može je se vidjeti i u haljini iz pedesetih godina 20. stoljeća. Na kraju videa, kada pjesma završi, svira K-Gee remiks pjesme na koji Alesha repa. Postoji i alternativna verzija pjesme koja završava bez remiksa.